# Джабер ал-Мубарак ал-Хамад ал-Сабах
Шейх Джабер ал-Мубарак ал-Хамад ал-Сабах (на арабски: جابر مبارك الحمد الصباح, роден на 5 януари 1942) е кувейтски политик, министър-председател на Кувейт от 2011 г. Преди това е бил вицепремиер и министър.
Сабах е избран за първи път за министър-председател на 4 декември 2011 година. На 5 декември 2012 г. е преизбран за премиер след парламентарните избори, проведени на 1 декември 2012 г.

## Кариера
Шейх Джабер започва своята кариера през 1968 г. като съветник в отдел по административните въпроси и служи там до 1971 г. След това е директор на отдел по административните въпроси до 1975 г. Заема поста заместник-помощник по административните и финансовите въпроси до 1979 г.
Той е губернатор на мухафаза Хауали от 1979 до 1985 г., след това е губернатор на мухафаза Ахмади в периода между 1985 и 1986 г. Сабах е министър на социалните и трудовите въпроси от 1986 до 1988 г. и министър на информацията от 1988 до 1990 г.
След освобождението на Кувейт (1991) от нашествието (1990) на Ирак шейх Джабер става съветник в кабинета на емира на страната Ахмад Ал-Джабер Ал-Сабах, като заема този пост до 2001 г. На 14 февруари 2001 г. е назначен за заместник министър-председатели на Кувейт и министър на отбраната.
През 2004 г. шейх Джабер става председател на Висшия съвет по околната среда. През 2006 г. е назначен за първи заместник министър-председател, както и за министър на вътрешните работи и на отбраната. През следващата година е обявен за първи заместник министър-председател и министър на отбраната. През 2010 г. шейх Джабер става председател на Върховния съвет за хора с увреждания.
Сабах е избран за министър-председател на 4 декември 2011 г. На 5 декември 2012 г. отново е преизбран за министър-председател след парламентарните избори, проведени на 1 декември 2012 година.
През януари 2014 г. е обявено, че променя своя петмесечен кабинет, заменяйки 7 от членовете му, включително министрите на нефта и на финансите, освен това увеличава и броя на ислямистите до 4 души. Новото разпределение идва 2 седмици след оставките на всички министри пред Сабах, след като няколко членове на кабинета, включително и самият министър-председател, са разпитвани от народните представители. Емир шейх Сабах IV ал-Ахмад ал-Джабер ал-Сабах приема оставката на 7 от 15-те министри и постановява назначаването на новите министри. Промененият кабинет включва новия нефтен министър Али ал-Омаир, който е депутат и е високопоставен член на ислямския алианс Салаф преди това. Той заменя Мустафа ал-Шамали.

## Дейности
Той е основоположник за създаването на журналистическата награда „Шейх Мубарак ал-Хамад Ал-Сабах“, създадена през 2008 г., която се връчва за високи постижения в кувейтската журналистика.

## Личен живот
Шейх Джабер е женен и има деца. Той е запален по соколарството и участва активно в много благотворителни инициативи в световен мащаб.

## Титли и отличия
- Негово Превъзходителство Шейх Джабер Ал-Мубарак Ал-Хамад Ал-Сабах (1942-2011)
- Негово Височество Шейх Джабер Ал-Мубарак Ал-Хамад Ал-Сабах, министър-председател на Кувейт

През 2007 г. Крал Хамад бин Иса ал Халифа награждава шейх Джабер с Медал на крал Иса І клас при посещението му в Бахрейн, където участва във форум на Близкия изток за вътрешна и световна сигурност.
През 2009 г. става първия арабин, награден с Ордена на Изгряващото слънце, Голям кордон, който е най-висшата награда в Япония за чужденци. Императорското отличие Голям кордон на Ордена на Изгряващото слънце му е връчен от японския император Акихито на церемония в императорския дворец в Токио. Отличието се присъжда като признание за приноса на шейх Джабер в насърчаване на взаимното разбирателство, както и политическите, дипломатическите и екологичните връзки между Кувейт и Япония.